# Klopmanova–Salemova rovnice
Klopmanova–Salemova rovnice je rovnice popisující změnu energie když se dvě molekuly nebo atomy přiblíží k sobě a začnou spolu interagovat skrz překryvy molekulových orbitalů a elektrostatické přitahování a/nebo odpuzování atomů s částečnými náboji. Odvodili ji v roce 1968 nezávisle na sobě Gilles Klopman a Lionel Salem.
Tato rovnice poskytuje matematický základ hlavních prvků teorie hraničních molekulových orbitalů (tedy teorie interakcí mezi HOMO a LUMO) a teorie HSAB.

## Formulace a využití
V novodobé podobě se Klopmanova-Salemova rovnice zapisuje takto:
{\displaystyle \Delta E={\Big (}-\sum _{a,b}(q_{a}+q_{b})\beta _{ab}S_{ab}{\Big )}+{\Big (}\sum _{k<\ell }{\frac {Q_{k}Q_{\ell }}{\varepsilon R_{k\ell }}}{\Big )}+{\Big (}\sum _{r}^{\mathrm {occ.} }\sum _{s}^{\mathrm {unocc.} }-\sum _{s}^{\mathrm {occ.} }\sum _{r}^{\mathrm {unocc.} }{\frac {2(\sum _{a,b}c_{ra}c_{sb}\beta _{ab})^{2}}{E_{r}-E_{s}}}{\Big )}},
kde 
{\displaystyle q_{a}} je počet elektronů v atomovém orbitalu {\displaystyle a},
{\displaystyle \beta _{ab}}, {\displaystyle S_{ab}} jsou rezonanční a překryvové integrály odpovídající interakcím atomových orbitalů {\displaystyle a} a {\displaystyle b},
{\displaystyle Q_{k}} celkový náboj atomu {\displaystyle k},
{\displaystyle \varepsilon } je relativní permitivita v daném místě,
{\displaystyle R_{k\ell }} vzdálenost mezi jádry atomů {\displaystyle k} a {\displaystyle l},
{\displaystyle c_{ra}} koeficient atomového orbitalu {\displaystyle a} v molekulovém orbitalu {\displaystyle r}, a
{\displaystyle E_{r}} představuje energii molekulového orbitalu {\displaystyle r}.
První člen popisuje odpuzování obsazených molekulových orbitalů reaktantů. Druhý popisuje elektrostatické odpuzování nebo přitahování atomů reaktantů. Třetí člen zahrnuje všechny možné interakce mezi obsazenými a neobsazenými molekulovými orbitaly reaktantů. V moderních kvantově chemických výpočtech se obvykle Klopmanova–Salemova rovnice pro analýzu energií používá ojediněle.
Ve jmenovateli třetího členu se objevuje rozdíl energií MO, a největší podíl tak mají orbitaly, jejich energie se liší nejméně; analýzu tak lze přibližně zjednodušit uvažováním pouze nejvyšších obsazených a nejnižších neobsazených orbitalů reaktantů (interakcí HOMO–LUMO v teorii hraničních molekulových orbitalů).
Relativní příspěvek druhého (iontového) a třetího (kovalentního) členu je důležitý pro odůvodnění teorie HSAB, kde tvrdé-tvrdé interakce ovlivňuje iontový člen a měkké-měkké interakce kovalentní.